# Nicholas Penny
Nicholas Penny (n. 21 de diciembre de 1949) es un historiador del arte británico. Fue director de la National Gallery de Londres desde la primavera de 2008 hasta 2015, cuando le sustituyó en el cargo Gabriele Finaldi.

## Trayectoria
Penny se educó en la Escuela de Shrewsbury y en el St Catharine's College, de Cambridge, antes de realizar sus estudios de postgrado en el Courtauld Institute of Art de Londres.
Su carrera académica empezó en Cambridge (en el Clare Hall), y luego como profesor de historiador del arte en la Universidad de Mánchester. Fue más tarde profesor en la Universidad de Oxford y en el King's College de Cambridge. 
Entre 1984 y 1989, Penny fue conservador del Ashmolean Museum, de Oxford. En 1990, inició su relación con la National Gallery, como conservador de pintura renacentista. En 1991, identificó la Virgen de los claveles de Rafael, cuyo original se suponía perdido. Colaboró en 2002 con el Getty Center de Los Ángeles. Penny siguió trabajando en la National Gallery, en 2002 fue nombrado conservador jefe de escultura en la National Gallery of Art de Washington. Tras la vacante del antiguo director Saumarez, fue nombrado en 2008 director de la National Gallery de Londres. 
Es experto en escultura. Penny escribe regularmente en The Burlington Magazine y en el London Review of Books.

## Obra
- Taste and the Antique, 1981, con Francis Haskell. Tr.: El gusto y el arte de la Antigüedad, Alianza, 1990, ISBN 978-84-206-9041-4. Es un estudio sobre la formación del canon clásico en escultura.
- The Materials of Sculpture, Yale University Press, 1993.